# Kúty (nádraží)
Kúty
jsou železniční stanice ve obci Kúty, která se nachází na západním Slovensku poblíž trojmezí hranic Slovenska, České republiky a Rakouska.

## Historie
Od září 2001 do prosince 2002 probíhala ve stanici instalace nového staničního zabezpečovacího zařízení typu ESA 11.

## Tratě
Železniční stanicí Kúty procházejí železniční tratě:
- 110 Bratislava – Kúty
- 114 Kúty – Sudoměřice
- 116 Kúty – Trnava
- 250 Havlíčkův Brod – Brno – Kúty (ŽSR)